# Pezochiton
Pezochiton is een geslacht van rechtvleugeligen uit de familie sabelsprinkhanen (Tettigoniidae). De wetenschappelijke naam van dit geslacht is voor het eerst geldig gepubliceerd in 1960 door Beier.

## Soorten
Het geslacht Pezochiton  is monotypisch en omvat slechts de volgende soort:
- Pezochiton grandis (Beier, 1960)